# 링골사임
링골사임(프랑스어: Lingolsheim [liŋ(ɡ)ɔlsaim]) 또는 링골스하임(독일어: Lingolsheim)은 프랑스 북동부 그랑테스트 지방 바랭주에 위치한 지자체이다. 스트라스부르의 남서쪽에 가까이 있다. 인구는 2021년 기준 20,266명.

## 같이 보기
- 바랭주